# Alieni in soffitta
Alieni in soffitta (Aliens in the Attic) è un film commedia di John Schultz, prodotto dalla 20th Century Fox e uscito nelle sale cinematografiche italiane il 14 agosto 2009. Il film è stato girato negli Stati Uniti e in Canada e vede come protagonisti l'attrice e cantante Ashley Tisdale insieme a Carter Jenkins e Austin Butler.

## Trama
Tom è un ragazzo abbastanza chiuso e siccome a scuola non va molto bene i suoi genitori decidono di organizzare una vacanza in una casa al lago che hanno affittato. Al viaggio si uniscono le sorelle di Tom, Bethany e Hannah, tutti gli altri parenti (lo zio, i cugini e la nonna paterna) e a sorpresa anche Ricky, il fidanzato della figlia maggiore. A un certo punto il televisore smette di funzionare e Ricky si offre di riparare la parabola ma viene attaccato da quattro piccoli alieni, che attraverso un controller mentale lo utilizzano come un robot.
Gli extraterrestri sono venuti dal loro mondo per recuperare una macchina che avevano nascosto sotto terra dove poi è stata costruita la casa. I controller tuttavia non funzionano sui ragazzi che quindi decidono di combattere i piccoli mostri da soli, senza avvisare né la polizia né i loro genitori (frase detta dai protagonisti durante la storia). Alla fine i ragazzi avranno la meglio soprattutto grazie a Scintilla, uno dei quattro alieni che si separa dal gruppo per aiutare gli umani.

## Riconoscimenti
- 2009 - Teen Choice Awards
  - Nomination Miglior attrice protagonista a Ashley Tisdale[1]
- 2010 - Young Artist Award
  - Nomination Miglior cast giovane[2]